# Program dvaceti bodů (Albánie)
Program dvaceti bodů byl programem albánské vlády pod vedením Fana S. Noliho. Byl součástí programového prohlášení vlády, které bylo zveřejněno 19. června 1923. Jednalo se o radikální modernizační program, který měl posunout zemi vpřed. Bylo však zpočátku jasné, že mnohé z bodů nebudou realizované, či vůbec prosaditelné. Mezi albánským obyvatelstvem vyvolal velikou nevoli a vládu přivedl k řadě problémů. 
Součástí tohoto programu bylo například odzbrojení obyvatelstva; v některých oblastech Albánie bylo součástí národní tradice vlastnit zbraně (podobně, jako je tomu například v Černé Hoře). Také bylo potřeba odzbrojit pozůstatky osvobozeneckých skupin, které v dobách před první světovou válkou bojovaly proti turecké nadvládě. Kromě toho bylo cílem vládního programu zlikvidovat zbytky feudálních vztahů, zlepšit pozici sedláků, změnu státní struktury a moci, kompletní změnu daňového systému. Velké reformy měl očekávat také i systém zdravotnictví a školství, chráněn měl být domácí kapitál, před cizími investicemi a v zahraničí se mělo pracovat na zlepšení obrazu Albánie. Pro realizaci takového plánu potřebovala země významnou zahraniční pomoc, kterou však mohla získat jedině od Společnosti národů. Tam však byly albánské požadavky odmítnuty.